# Белоусовка (Оренбургская область)
Белоусовка — село в Сакмарском районе Оренбургской области. Административный центр Белоусовского сельсовета.

## География
Находится на берегах реки Средняя Каргалка на расстоянии примерно 36 километров по прямой на северо-запад от районного центра села Сакмара.

## История
Село было основано как хутор Белоусовский, названный по фамилии управляющего имением помещика Пашкова. На хуторе в 1921 году проживало 155 человек. Осенью 1919 года на берегу Средней Каргалки, неподалеку от хутора Белоусовский в поместье бывшего помещика Ильина появились также первые переселенцы- рабочие Петрограда. Они организовали коммуну, которая стала называться «Петроградская коммуна» или как её называли в народе «Петрокоммуна». В 1923 году «Петрокоммуну» переименовали в совхоз «Красная Житница». 

## Население
Население составляло 869 человек в 2002 году (русские 55%), 892 по переписи 2010 года.